# Miranda Kerr
Miranda May Kerr (ur. 20 kwietnia 1983 w Sydney) – australijska supermodelka, znana z kampanii reklamowych australijskiej marki Portmans. Była również aniołkiem Victoria’s Secret.

## Dzieciństwo
Kerr urodziła się w Sydney, w Australii i przeprowadziła się do małego miasta Gunnedah w Nowej Południowej Walii. Miranda ma angielskie, francuskie i szkockie korzenie. Jest starszym dzieckiem Therese i Johna Kerrów, ma młodszego brata Matthew. Uczyła się w college’u Świętej Marii w Gunnedah i w szkole All Hallows' w Brisbane. W wieku 13 lat, Kerr wygrała w australijskim magazynie młodzieżowym Dolly casting na modelkę i podpisała kontrakt z agencją modelek Melbourne Chadwick. Po opublikowaniu jej zdjęć w skąpych strojach kąpielowych, stała się obiektem skandalu obyczajowego. W całej Australii wybuchła ostra dyskusja na temat młodych modelek i pornografii, w efekcie której magazyn Dolly wycofał zdjęcia. Sama Miranda twierdzi, że prasa zrobiła problem z niczego.

## Kariera
W 2003 opuściła Australię aby zamieszkać we Francji i podjąć współpracę z agencją Madison Paris. Kariera Mirandy rozpoczęła się w 2003 roku od kampanii reklamowej zrealizowanej przez Ericka Sebana-Meyera dla Ober Jeans Paris.
Kerr stała się twarzą firmy Portmans. Miranda szybko podbiła światowe rynki mody, często pojawiała się na okładkach magazynów i katalogów mody, oraz występowała na pokazach mody. Jej twarz pojawiała się na reklamach Portmansa i Veet. Zagrała w teledysku Everything To Me grupy Tamarama swojego byłego chłopaka Jay Lyona. Zagrała również małą rolę w serialu CBS Jak poznałem waszą matkę razem z innymi Aniołkami Victoria’s Secret.
W 2004 w wieku 21 lat Miranda wyprowadziła się do Nowego Jorku i podpisała kontrakt z agencją Next. Kerr pozowała dla Baby Phat, Lisy Ho, Voodoo Dolls, Levi'sa, Bettiny Liano, Nicoli Finetti, L.A.M.B., Heatherette, Betsey Johnson, Trelise Cooper, Jets, Johna Richmonda, Blumarine Swimwear, Victoria’s Secret, Anny Molinari, Roberta Cavallego, Enrico Coveriego, Arden B, Cii Martimy, Amuleti J i magazynów takich jak Elle, Oyster, Madison, Vogue, Harpers Bazaar.
W drugim sezonie projektu Runway, pozowała dla Daniela Vosovica na Fashion Week. Kerr występowała również w teledysku Kanye'ego Westa i Pharrella Williamsa „Number One”.
W 2006 roku podpisała umowę z Maybelline i wystąpiła w kilku reklamach. W 2006 roku miała również swój debiut w Victoria’s Secret Fashion Show jako pierwsza australijska modelka.
Była pierwszym australijskim Aniołkiem Victoria’s Secret, razem z Adrianą Limą, Alessandrą Ambrosio, Selitą Ebanks, Izabelą Goulart i Karoliną Kurkovą. Miejsce „Aniołka” zajęła po Gisele Bündchen.
Fotograf Russel James powiedział o niej „USA się w niej zakochało. Kochamy ją, ponieważ ma wygląd niesamowitej dziewczyny z sąsiedztwa. Jej wygląd nie zastrasza kobiet przebywających z nią i faceci nie boją się z nią rozmawiać.” Jest określana jako pretendentka do przewodnictwa Aniołkom Victoria’s Secret.
Obecnie pisze książkę Treasure Yourself, w której chce pomóc nastolatkom wejść w dorosłe życie. Opiera się na swoich doświadczeniach związanych ze skandalem z magazynem Dolly.

## Życie prywatne
Miranda jest buddystką. Codziennie, rano i wieczorem praktykuje jogę. Współpracuje z organizacjami Wildlife Warriors Worldwide i Children International. 
Od lutego 2003 do 2004 roku spotykała się z finansistą Adrianem Camilleri. Następnie spotykała się z modelem Brentem Tuhtanem znanym bardziej jako Jay Lyon występującym w „The City”. Kerr wystąpiła gościnnie w jego klipie. W 2007 roku zaczęła spotykać się z brytyjskim aktorem Orlando Bloomem, z którym zaręczyła się 21 czerwca 2010. Ich ślub odbył się 22 lipca 2010. 7 stycznia 2011 urodziła syna. Chłopiec otrzymał imię Flynn Christopher Blanchard Copeland Bloom. Rozwiedli się w 2013 po kilku miesiącach separacji. 
W 2015 zaczęła spotykać się z Evanem Spiegelem – twórcą aplikacji Snapchat, z którym zaręczyła się w lipcu 2016 roku. Para pobrała się 27 maja 2017. Ceremonia odbyła się w zachodniej części Los Angeles. W listopadzie 2017 ogłosiła, że spodziewają się pierwszego wspólnego dziecka. 7 maja 2018 urodził im się syn – Hart. W marcu 2019 podała do publicznej wiadomości, że jest w trzeciej ciąży. Drugi syn pary, Myles, urodził się w październiku 2019.